# Bérive
Bérive est un lieu-dit habité du sud-ouest de l'île de La Réunion partagé entre Saint-Pierre et Le Tampon, deux communes mitoyennes parmi les plus peuplées de ce département d'outre-mer français situé dans l'océan Indien.

## Géographie physique

### Situation
Bérive est installé sur un terrain qui était autrefois un domaine privé appartenant à une société de la famille Isautier, célèbre productrice de rhum de la région. Ce domaine s'étalait sur un total de 800 hectares, dont 300 situés sur la commune de Saint-Pierre.
Si le terrain en question est peu pentu, Bérive se divise néanmoins en trois ensembles bâtis différents quoique continus, Bérive les Hauts étant le plus élevé avec une altitude d'environ 700 mètres et Bérive les Bas le plus proche de la mer entre 450 et 550 mètres. Un petit piton appelé Piton Nathalie culmine à 669 mètres en son centre.
Bérive est séparé du quartier voisin de Montvert les Hauts par une ravine appelée ravine des Cafres et qui court jusqu'à la mer du nord-est vers le sud-ouest. De fait, le lieu-dit s'étale le long de la rive droite de ce fleuve sans trop s'élargir dans l'autre direction, ce qui laisse de l'espace pour la culture de la canne à sucre au nord-ouest.

### Climat
Au moins deux stations thermométriques sont installées à Bérive. D'après Bérive 2, située à 570 mètres d'altitude, la température de l'endroit est typiquement située entre 16 et 24 degrés Celsius.

### Toponymie
Comme le Bénare de Grand Bénare ou le Bélouve de forêt de Bélouve, le toponyme a été constitué à partir du terme malgache Be, qui signifie lieu. En l'occurrence, Bérive signifierait lieu où il y a beaucoup de vent.

## Géographie humaine

### Desserte routière
Bérive est desservi par la route Hubert-Delisle, qui le traverse en son centre à une altitude légèrement inférieure à 600 mètres. Elle fournit aux habitants un accès rapide au centre-ville du Tampon, lequel est en fait le prochain espace bâti en direction du nord-ouest. Dans l'autre direction, une fois la ravine franchie via un radier, elle mène à Mont Vert les Hauts puis Piton Goyave.
Cette première route est coupée par une autre, qui la coupe perpendiculairement. Celle-ci monte de la côte à partir de Terre Rouge et parallèlement à la Ravine. C'est selon cet axe qui monte dans les Hauts jusqu'à plus de 950 mètres d'altitude que les habitations de Bérive se sont développées.

### Population
La partie tamponnaise de Bérive comptait 1 376 habitants en 1990. Le bourg a tendance à s'étaler, et l'ensemble formé avec Montvert les Hauts et Piton Goyave comptait 3 800 habitants en 2001. La population de Bérive est couverte par deux bureaux de vote.

### Structures remarquables
On trouve dans le centre de Bérive une mairie annexe du Tampon, une école appelée Alfred-Isautier ainsi qu'une église, un temple et un terrain de football utilisé par plusieurs clubs, dont le GS Bérive. On y note également la présence d'infrastructures consacrées à l'élevage avicole ainsi que de producteurs d'ananas. Des canalisations construites par un certain Volcy Bénard permettent l'irrigation des champs de cannes à sucre.
En 1998, d'après l'Institut national de la statistique et des études économiques, la partie tamponnaise de Bérive comptait un garage, une boulangerie ou pâtisserie, deux cafés ou débits de boisson, trois bureaux de tabac et à peu près autant d'épiceries. En revanche, le lieu-dit ne comptait aucun maçon, électricien, boucher-charcutier, dentiste, infirmier, médecin généraliste ou infirmier. Il n'y avait pas non plus de bureau de poste, librairie ou papeterie, droguerie ou quincaillerie, pas plus que de salon de coiffure ou de restaurant.
Plusieurs entreprises ont été ouvertes depuis notamment une entreprise de carrelage, une quincaillerie, un pmu, une boulangerie, un salon de coiffure, un vidéo-club, et trois fast-food.